# آنتیوخوس (پسر آنتیوخوس سوم بزرگ)
آنتیوخوس (انگلیسی: Antiochus؛ 221 bc  – 193 bc) شاهزاده امپراتوری سلوکی، اولین فرزند پادشاهان سلوکی آنتیوخوس سوم بزرگ (آنتیوخوس سوم) و لائودیس سوم و اولین وارث پدرش بود.